# Велешки партизански одред Пере Тошев
Велешки народноослободилачки партизански одред „Пере Тошев“ је био партизанска јединица у саставу Народноослободилачке војске и партизанских одреда Југославије током Другог светског рата у Македонији. 

## Историјат
Одред је формиран у другој половини маја 1942. године, на планини Лисец, и у почетку је био састављен од 60-70 људи из Велешког среза, подијељених у двије чете. Командант одреда био је Мице Козароски. Територија на којој је дјеловао одред била је планина Лисец и област Азота. На свакој планини била је једна чета У пролеће и љето 1942. политички је деловао у народу, формирао народноослободилачке одборе и разоружавао полицијске и сеоске страже. Одред је 11. јуна 1942. опколио бугарски 56. велешки пешадијски пук и велешка полиција, али је одред успио ноћу да се пробије из обруча. После тога Одред је пренео активност и на леву страну Вардара, угрожавајући комуникације Скопље—Прилеп и Велес—Штип. У августу је извео нападе на припаднике квислиншке управе у селу Крајници и Кривој Круши, а септембра у селу Руднику и Војници(код Велеса). У другој половини септембра 1942, у рејону села Габровника, Одред је добио назив Димитар Влахов и реорганизован у 4 чете, од којих се прилепска чета (одред Борче Петров) одвојила и самостално дејствовала на прилепском терену. До краја новембра, дејствујући по четама и десетинама, Одред је извео значајније акције код села Бистрице, Богомиле, у селу Поменову, на железничкој станици Клајман, на рудник лискуна код села Степанаца, у селу Чашки, Црешневу код Катланова, у Горном Количану и др. У наставку акција Одред је 29. новембра у селу Рлевцима разоружао сеоску контра-чету, 4. децембра водио борбу у селу Папрадишту против делова велешке контра-чете, а 17. децембра код села Војнице његова 2. чета окружена је од бугарске полиције и при пробоју на кавадарски терен имала је осетне губитке (8 борааца). У децембру 1942. Велешки НОП одред је у борбама с надмоћним непријатељем код села Дренова, Зеленикова и на планини Лисцу претрпео веће губитке. У пролеће 1943. део преживелих бораца ушао је у састав Тиквешког НОП одреда Добри Даскалов, а око 15 бораца образовало је партизанску групу под називом Димитар Влахов, које је лети дејствовала у Азоту, а 11. августа 1943. кренула
за Дебарца, где је ушла у састав батаљона Мирче Ацев. Крајем априла 1944. поновно је формиран Велешки НОП одред Трајче Петкановски, који је до септембра 1944. дејствовао у селима Азота и Пореча. Крајем августа Одред је имао преко 400 бораца, те је 2. септембра 1944. код села Отиштина (близу Велеса) од њега и нових бораца формирана 8. македонска (велешка) бригада.